# Iranoteri
L'iranoteri (Iranotherium morgani) és una espècie extinta de mamífer perissodàctil de la família dels rinoceronts (Rhinocerotidae) que visqué a Àsia durant el Miocè superior. Se n'han trobat restes fòssils a l'Iran i la Xina. Es tracta de l'única espècie classificada actualment en el gènere Iranotherium. Hom suposa que devia aparèixer a l'oest de la Xina i que des d'allí hauria migrat cap a l'oest. Juntament amb l'hispanoteri, el sinoteri i l'elasmoteri, forma part d'un llinatge evolutiu en el si dels elasmoterins. El nom genèric Iranotherium significa ‘bèstia de l'Iran’.